# Ginástica artística nos Jogos Olímpicos de Verão de 2012 - Solo masculino
A final masculina do solo da ginástica artística nos Jogos Olímpicos de Verão de 2012 foi realizada na Arena North Greenwich, em Londres, no dia 5 de agosto.

## Medalhistas
| Ouro   | CHN Zou Kai        |
| Prata  | JPN Kohei Uchimura |
| Bronze | RUS Denis Ablyazin |

## Qualificatória
| Pos. | Ginasta                | Pontos | Nota |
| ---- | ---------------------- | ------ | ---- |
| 1    | CHN Zou Kai            | 15.833 | Q    |
| 2    | JPN Kohei Uchimura     | 15.766 | Q    |
| 3    | ROU Flavius Koczi      | 15.666 | Q    |
| 4    | ISR Alexander Shatilov | 15.633 | Q    |
| 4    | USA Jacob Dalton       | 15.633 | Q    |
| 6    | CHI Tomás González     | 15.533 | Q    |
| 7    | GER Marcel Nguyen      | 15.433 | Q    |
| 8    | RUS Denis Ablyazin     | 15.433 | Q    |
| 9    | JPN Ryohei Kato        | 15.433 | R    |
| 10   | FRA Gaël da Silva      | 15.400 | R    |
| 11   | GBR Kristian Thomas    | 15.366 | R    |

- Q – Qualificado para a final
- R – Reserva

## Final
| Pos.              | Ginasta                | Nota D | Nota E | Pen. | Total  |
| ----------------- | ---------------------- | ------ | ------ | ---- | ------ |
| Medalha de ouro   | CHN Zou Kai            | 6.900  | 9.033  |      | 15.933 |
| Medalha de prata  | JPN Kohei Uchimura     | 6.700  | 9.100  |      | 15.800 |
| Medalha de bronze | RUS Denis Ablyazin     | 7.100  | 8.700  |      | 15.800 |
| 4                 | CHI Tomás González     | 6.500  | 8.866  |      | 15.366 |
| 5                 | USA Jacob Dalton       | 6.400  | 8.933  |      | 15.333 |
| 6                 | ISR Alexander Shatilov | 6.600  | 8.733  |      | 15.333 |
| 7                 | ROU Flavius Koczi      | 6.700  | 8.500  | 0.1  | 15.100 |
| 8                 | GER Marcel Nguyen      | 6.600  | 8.466  | 0.1  | 14.966 |